# دومینو (ترانه جسی جی)
«دومینو» (به انگلیسی: Domino) یک تک‌آهنگ از خوانده و ترانه‌نویس اهل بریتانیا جسی جی برای نخستین آلبوم استودیویی خود، کسی که هستی (۲۰۱۱) است. ترانه در ۲۹ اوت ۲۰۱۱ به‌عنوان پنجمین تک‌آهنگ از آلبوم توسط ریپابلیک رکوردز منتشر شد.
این تک‌آهنگ در چارت‌های اسکاتلند، بریتانیا در رتبه اول و در چارت‌های کانادا، استرالیا، لهستان، نیوزلند، جزو ده ترانه اول قرار گرفت.